# Еолійці
Еолійці (грец. Αίολείς) — одна з основних груп давньогрецьких племен (нарівні з іонійцями і дорійцями та ахейцями), яка відокремилася від так званої північно-ахейської (чи інакше північно-східної) групи еллінського материкового населення.
Найдавнішим центром розселення еолійців, як вважають дослідники, була Східна Фессалія. Звідси наприкінці 2-го тисячоліття до н. е. почалася колонізація еолійцями решти частини Фессалії і Беотії, а згодом північно-західного узбережжя Малої Азії (області, що одержала назву Еоліда) та прилеглих островів (Лесбос і Тенедос). Колонізація еолійцями малоазійського узбережжя, боротьба із місцевими племенами знайшли відбиття в «Іліаді» Гомера.

## Історія
Про те, чи існували еолійці як особливе плем'я у власне Греції, або це ім'я утвердилося за ними в новій їхній батьківщині, немає певних відомостей, якщо не брати до уваги свідчення древніх про існування в доісторичній давнині двох областей з ім'ям Еоліда, з яких одна займала південно-західну половину фессалійський рівнини (згодом відому під ім'ям тетради Фессаліотиди), а інша становила частину південної Етолії з містами Калідон і Плеврон.
За мовою Еолійці найближче споріднені фессалійцям і беотійцям. З Фессалії вони принесли з собою в Малу Азію свої міфи та героїчні оповіді, які вже на нових поселеннях отримали подальшу розробку: про боротьбу Лапітів з кентаврами, про аргонавтів, про Фетиду та її чоловіка, епоніма гори Пелія — Пелея, про сина їх Ахілла. У східну Еоліду були перенесені і такі топографічні назви, як Олімп (гора на Лесбосі), Лариса (у долині Герма), Магнезія (біля підошви Сіпіла).
Зв'язок еолійців з Беотією виражався в тому, що переселення їх, як і троянський похід, почалося, за переказами, з Авлідської гавані. В Еолійських переказах про Ахілла відбилися спогади про боротьбу, яку переселенці повинні були вести з тубільцями через володіння землею: сюди належать епізоди, що розповідають про викрадення Брісеіди, про перемогу Ахілла над морським велетнем Кікном на Тенедосі, про битву з Телефом Теверантським.
Взагалі, на думку більшості сучасних вчених, Гомерівська «Іліада», що виникла в початковій редакції у еолійців, відбиває собою доісторичний факт колонізації еллінами (зокрема, еолійцями) північно-західного берега Малої Азії, причому, попри присутність в епічному матеріалі не-еолійських елементів (оповіді про Одіссея, про викрадення Єлени і деякі інші), панівне становище в поемі все ж займають еолійські герої і відносини.
За Едуардом Мейером, Троада і Пригеллеспонтська рівнина були заселені еолійцями лише в 6 або, найраніше, у 7 столітті до н. е. Отже, Троянська війна і руйнування Трої передували заняття еолійцями Троадської рівнини, і в Еолійських переказах про Троянську війну збереглися лише спогади про завоювання еолійцями Лесбосу, Тенедоса і Теверантского узбережжя. Істориками 19 та початку 20 століття підтримувалось припущення, що колонізація західного узбережжя Малої Азії закінчилася вже до кінця 2-го тисячоліття до н. е. Причому еолійці були найдавнішими представниками еллінської культури на сході еллінського світу, саме у них виник героїчний епос.
Еолійські колонії були переважно землеробськими і цуралися широких торговельних зносин, які охоче підтримували й розвивали підприємливі та жваві іонійці, через що останнім не важко було випередити своїх сусідів у справі культурного розвитку і оволодіти скарбницею пісенного переказу, розробленого вперше еолійцями (період культурного піднесення Іонії починається у 8 столітті до н. е). В всякому разі еолійська культура не зникла: на 6 століття до н. е. припадає пишний розквіт еолійської лірики, що дала таких видатних представників, як Сапфо і Алкей.
Еолійські міста (за винятком лесбоських) розпадалися на дві групи: південну, до якої входив союз 12 міст, що лежали поблизу річки Герма та Елейської затоки, і північну, яка приурочувалась до Троади. Міста і містечка північної групи були засновані, переважно, лише в 7 столітті до н. е. При послідовному завоюванні Малої Азії лідійцямі і персами, еолійські міста були змушені нести лідійське і перське ярмо: платити данину і давати певний контингент союзницького війська. Після невдалого походу Ксеркса еолійці примкнули до Афінського союзу, але після його розпаду знову повинні були визнати свою залежність від персів.
Після смерті Александра Великого еолійські міста входили до складу то Пергамського, то сирійського царства. За римлян вони належали до провінції Азії.